# Rudka (gmina w województwie lubelskim)
Rudka (do 1874 Siennica Nadolna; od 1925 Siennica Różana) – dawna gmina wiejska istniejąca do 1925 roku na Lubelszczyźnie. Siedzibą władz gminy była Rudka, a następnie Siennica Różana.
Gmina Rudka powstała w 1874 roku, w Królestwie Polskim, w powiecie krasnostawskim w guberni lubelskiej z obszaru dotychczasowej gminy Siennica Nadolna.
Gmina Rudka była jedną z 14 (12) gmin wiejskich powiatu krasnostawskiego guberni lubelskiej. Jednostka należała do sądu gminnego okręgu IV w Krasnymstawie. W skład gminy wchodziły: Bzite, Brykowiec, Elźbiecin, Kassyan, Kozieniec, Kostusin, Krupe, Krupiec, Maciejów, Oleśnica, Ostrów, Rudka, Siennica Nadolna, Siennica Różana, Siennica Królewska, Toruń, Wierzchowina, Wincentów, Wola Siennicka, Zagroda, Złośnica i Żdżanne. Liczyła 4427 mieszkańców. 
W 1919 roku gmina Rudka weszła w skład polskiego woj. lubelskiego. 18 grudnia 1925 roku gminę przemianowano na Siennica Różana.